# 다카
다카(벵골어: ঢাকা 다카, ˈɖʱaka)는 방글라데시의 수도이자, 방글라데시 최대의 도시이다. 2001년 인구는 903만 2268명이고, 방글라데시 중앙부에 위치한다. 방글라데시의 상업·공업의 중심지이고, 황마·면 가공이나 식품 가공 등의 제조업이 발달해 있다. 시내에는 모스크가 700개 이상 있다. 따라서 모스크의 도시로 알려져 있고, 40만대의 사이클-릭샤가 매일 거리를 활보하여, 세계 릭샤의 수도로 설명되기도 한다. 다카는 세계에서 가장 인구 밀도가 높은 도시 중 하나이다. 다카 및 그 주변은 인구가 밀집되어 있으며, 몬순의 피해를 자주 보고 있다.

## 역사

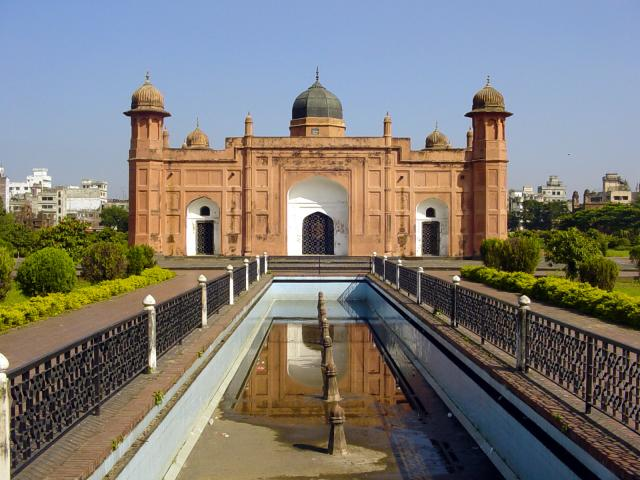
랄 바그 요새, 17세기 중기 샤이스타 칸이 건립했다

현재 다카가 있는 지역이 시가지된 최초의 시기는 7세기이며, 8세기에는 불교 국가 카마루빠 영역이어서 팔라 왕조의 통치 하에 있었다. 그리고 9세기에는 힌두교의 세나 왕조가 이 지역을 다스렸다. 12세기가 되어, 여신 다케시와리를 모시는 사원이 발랄 세나에 의해 건립되면서, 이에 연관되어 도시는 "다카"라고 불리게 되었다. 당시 다카 주변은 벵갈라(Bengalla)라고 했으며, 시내에는 작은시(Lakshmi Bazar, Shankhari Bazar, Tanti Bazar, Patuatuli, Kumartuli, Bania Nagar, Goal Nagar)가 일부 섰다. 세나 왕조 이후에 다카는 델리 술탄 왕조을 보냈던 투르크인과 파슈툰 족의 통치가 이어졌지만, 발흥한 무굴 제국이 1608년에 현지를 지배했다. 이 시기에 많은 모스크와 요새 그리고 대학들이 설립되었으며, 이슬람교도들은 세금을 면제받았다. 이러한 조치는 도시 주변에서 이슬람교도들의 급증을 가져왔으며, 시를 형성하게 되었고, 이때가 되어서야 다카가 요새나, 타운보다는 시로서 알려지게 되었다.
무굴 제국의 벵골주의 주도가 되었던 다카에서는 도시 개발과 인구 증가가 시작되었다. 행정 책임을 담당한 초대 주지사 이슬람 칸은 황제 자한기르를 따서 도시 이름을 자한기르 나가르("자한기르의 도시'라는 뜻)라고 지었다. 샤이스타 칸 장군 시절 도시는 19 × 13km의 시역에 약 100만명의 인구를 지닌 도시로 발전했다.

### 영국의 통치
1765년, 영국 동인도 회사는 수입을 징수할 권리(디와니 라이트, Diwani right)을 얻었으며, 1793년에는 벵골의 귀족(나와브, Nawab)은 벵갈과 비하르, 오디샤 지방에 대한 모든 이권을 포기할 것을 강요받았으며, 영국은 이 지역을 지배할 행정권도 손에 넣었다. 이 기간 동안 콜카타의 인구가 증가한 것으로 대조적으로, 이 지역 도시에서 인구 유출이 일어나 인구가 급격히 줄어들었지만, 결과적으로 상당한 발전과 현대화가 이루어졌다. 1874년에는 현대적인 도시 급수 체계가 도입되었고, 전력 공급도 1878년에 시작되었다. 한편, 다카 주둔지가 도시 근교에 설치되어 영국과 벵골 군이 주둔하게 되었다.

### 20세기
1905년의 벵골 분할령이 발표되었고 다카는 신설된 동 벵골과 아삼의 수도로 선포되었지만, 이 법령은 1911년에 철회되었다. 1947년, 인도가 분리 독립하면서, 다카는 동파키스탄의 수도가 되었다. 그러나 이 인도 분할은 주민 간의 대립을 치열하게 만들었고, 힌두교도 대부분이 인도로 이주하였고, 반대로 이슬람교도들의 유입이 늘었다. 다카는 지방 행정부였기 때문에 정치적 시위나 폭력 행위가 빈발하게 일어났다. 또한 파키스탄의 공용어를 우르두어로만 통일하자 대규모 시위가 벌어져 벵골어 운동이 터져 나왔다. 이 운동은 파키스탄 경찰이 평화 시위를 벌이고 있던 학생들 다수를 사살하는 사건도 발생했다. 이 사건을 기념한 것이 사히드 마나르로 사건이 일어난 2월 21일에는 국제 모국어의 날이다. 1950년대에서 1960년대에 걸쳐, 다카는 정치 활동의 온상으로 남았으며, 벵골인에 의한 자치를 요구하는 운동이 점차 힘을 얻었다.
1970년 대형 태풍 볼라 사이클론이 다카와 주변 지역을 덮쳐 약 50만명이 사망했다. 시 절반 지역이 수몰되었고, 수백만 명이 수재 피해를 당했다. 중앙 정부의 민족 차별적이고 불충분한 구호 지원은 민중의 분노를 사게 되었다. 1971년 3월 7일에는 벵골인 정치가 무지부르 라흐만이 스후와루디 광장에서 민족주의의 집회가 열렸다. 집회에는 약 100만명이 결집했고, 이것이 3월 26일에 행해진 방글라데시 독립 선언으로 이어졌다. 이에 대해 파키스탄군은 ‘탐조등 전략’을 감행하여 수천 명을 체포하였고, 고문과 살해를 저질렀다. 전란은 9개월에 걸친 유혈 전투로 발전하였으며, 방글라데시 - 인도 연합군(Mitro Bahini) 앞에 12월 16일 파키스탄군이 항복하면서 방글라데시 독립 전쟁이 끝났다. 다카는 신생 국가 방글라데시의 수도가 되었으며, 농촌 지역에서 이주 노동자를 받아들이는 형태로 급속하게 인구를 늘렸고 도시가 대규모로 확장되었다. 이에 따라 상업 및 산업도 발전하고 인프라 정비에도 착수하기 시작했다. 부동산 취득이 붐이 일어나 시 지역으로 확대되면서 우트라 지구, 모하마드푸르 지구, 바리다라, 미르푸르, 그리고 모티지힐 등의 지역이 개발되었다.

## 지리
다카는 방글라데시의 중심부에 위치해 있으며, 갠지스강, 브라마푸트라강, 메구나강이 구성하는 갠지스 델타의 거의 중앙, 하류에 해당되는 브리곤가 강의 동쪽 해안에 위치한다. 면적은 153.84 km2이며, 지질은 충적세에서 플리오세 시대에 퇴적된 층이며, 해발 2-12m 정도로 낮은 편에 속한다.く 열대 식물과 습윤한 기후와 함께 우기에 집중되는 강우 및 사이클론에 의해 종종 홍수 피해를 입기도 한다.
시는 8 개 주요 지역(타나) : 랄 바그, 다카 코트왈리, 스트라푸르, 람나, 모티즈힐, 팔탄, 단몬디, 모하마드푸르, 테지가온으로 나뉜다. 16 지구는 굴산, 미르푸르, 팔리비, 샤 알리, 투라그, 사부지바그, 칸톤먼트, 데므라, 하자리바그, 삼푸르, 밧다, 카푸룰, 캄란기르차, 킬가온, 우타라로 나뉜다.

## 날씨
다카는 기온이 높고, 강우가 잦은 다습한 열대성 기후이며, 쾨펜의 기후 구분으로는 사바나 기후에 해당한다. 도시에는 몬순이 통과하며, 연평균 기온은 25°C, 월평균 기온은 1월에 18°C, 8월에 29°C가 된다. 연간 강수량 1,854mm로 그 중 80%는 5월부터 9월의 사이에 기록된다. 교통 정체나 산업 폐기물 등의 영향으로 대기나 수질의 오염이 진행되어, 이것들은 건강이나 거주 환경 등에 악영향을 미치는 심각한 문제가 되고 있다. 주변의 누마자와지나 습지 등은 고층 빌딩 등 부동산 개발에 의해서 파괴에 직면하고 있어, 이러한 자연의 생식지가 파괴되는 현상은 환경오염과 함께, 생물의 생존 다양성을 현저하게 위협하고 있다.
| 다카의 기후 | 다카의 기후 | 다카의 기후 | 다카의 기후  | 다카의 기후  | 다카의 기후  | 다카의 기후  | 다카의 기후  | 다카의 기후 | 다카의 기후  | 다카의 기후 | 다카의 기후 | 다카의 기후 | 다카의 기후  |
| 월 | 1월         | 2월         | 3월          | 4월          | 5월          | 6월          | 7월          | 8월         | 9월          | 10월        | 11월        | 12월        | 연간         |
| --- | ----------- | ----------- | ------------ | ------------ | ------------ | ------------ | ------------ | ----------- | ------------ | ----------- | ----------- | ----------- | ------------ |
| 역대 최고 기온 °C (°F)                                                                                         | 31.3 (88.3) | 35.9 (96.6) | 40.6 (105.1) | 42.3 (108.1) | 41.1 (106.0) | 38.7 (101.7) | 38.0 (100.4) | 37.5 (99.5) | 37.8 (100.0) | 37.4 (99.3) | 34.5 (94.1) | 33.0 (91.4) | 42.3 (108.1) |
| 일평균 최고 기온 °C (°F)                                                                                       | 24.6 (76.3) | 28.3 (82.9) | 32.4 (90.3)  | 33.9 (93.0)  | 33.6 (92.5)  | 32.8 (91.0)  | 32.1 (89.8)  | 32.3 (90.1) | 32.4 (90.3)  | 31.9 (89.4) | 29.7 (85.5) | 26.1 (79.0) | 30.8 (87.4)  |
| 일일 평균 기온 °C (°F)                                                                                         | 18.4 (65.1) | 22.1 (71.8) | 26.4 (79.5)  | 28.6 (83.5)  | 28.9 (84.0)  | 29.1 (84.4)  | 28.9 (84.0)  | 29.0 (84.2) | 28.7 (83.7)  | 27.5 (81.5) | 24.0 (75.2) | 19.9 (67.8) | 26.0 (78.8)  |
| 일평균 최저 기온 °C (°F)                                                                                       | 13.3 (55.9) | 16.6 (61.9) | 21.1 (70.0)  | 24.0 (75.2)  | 24.9 (76.8)  | 26.3 (79.3)  | 26.4 (79.5)  | 26.5 (79.7) | 26.0 (78.8)  | 24.1 (75.4) | 19.5 (67.1) | 15.2 (59.4) | 22.0 (71.6)  |
| 역대 최저 기온 °C (°F)                                                                                         | 5.6 (42.1)  | 6.7 (44.1)  | 10.6 (51.1)  | 16.6 (61.9)  | 20.1 (68.2)  | 21.5 (70.7)  | 21.1 (70.0)  | 21.7 (71.1) | 21.1 (70.0)  | 17.2 (63.0) | 10.6 (51.1) | 7.2 (45.0)  | 5.6 (42.1)   |
| 평균 강수량 mm (인치)                                                                                          | 7 (0.3)     | 21 (0.8)    | 48 (1.9)     | 128 (5.0)    | 272 (10.7)   | 317 (12.5)   | 391 (15.4)   | 315 (12.4)  | 285 (11.2)   | 174 (6.9)   | 21 (0.8)    | 11 (0.4)    | 1,990 (78.3) |
| 평균 강수일수 (≥ 1 mm)                                                                                         | 1           | 2           | 4            | 8            | 14           | 17           | 21           | 21          | 17           | 10          | 2           | 1           | 118          |
| 평균 상대 습도 (%)                                                                                             | 71          | 64          | 62           | 71           | 76           | 82           | 83           | 82          | 83           | 78          | 73          | 73          | 75           |
| 평균 월간 일조시간                                                                                             | 190.9       | 207.0       | 237.3        | 223.8        | 206.9        | 145.2        | 140.4        | 143.9       | 142.6        | 192.2       | 206.5       | 186.9       | 2,223.6      |
| 출처 1: 미국 해양대기청 (평균값: 1991년~2020년, 극값: 1949년~현재)                                             |             |             |              |              |              |              |              |             |              |             |             |             |              |
| 출처 2: 방글라데시 기상청 (상대습도: 1981년~2010년), Sistema de Clasificación Bioclimática Mundial (극값 일부) |             |             |              |              |              |              |              |             |              |             |             |             |              |

## 경제

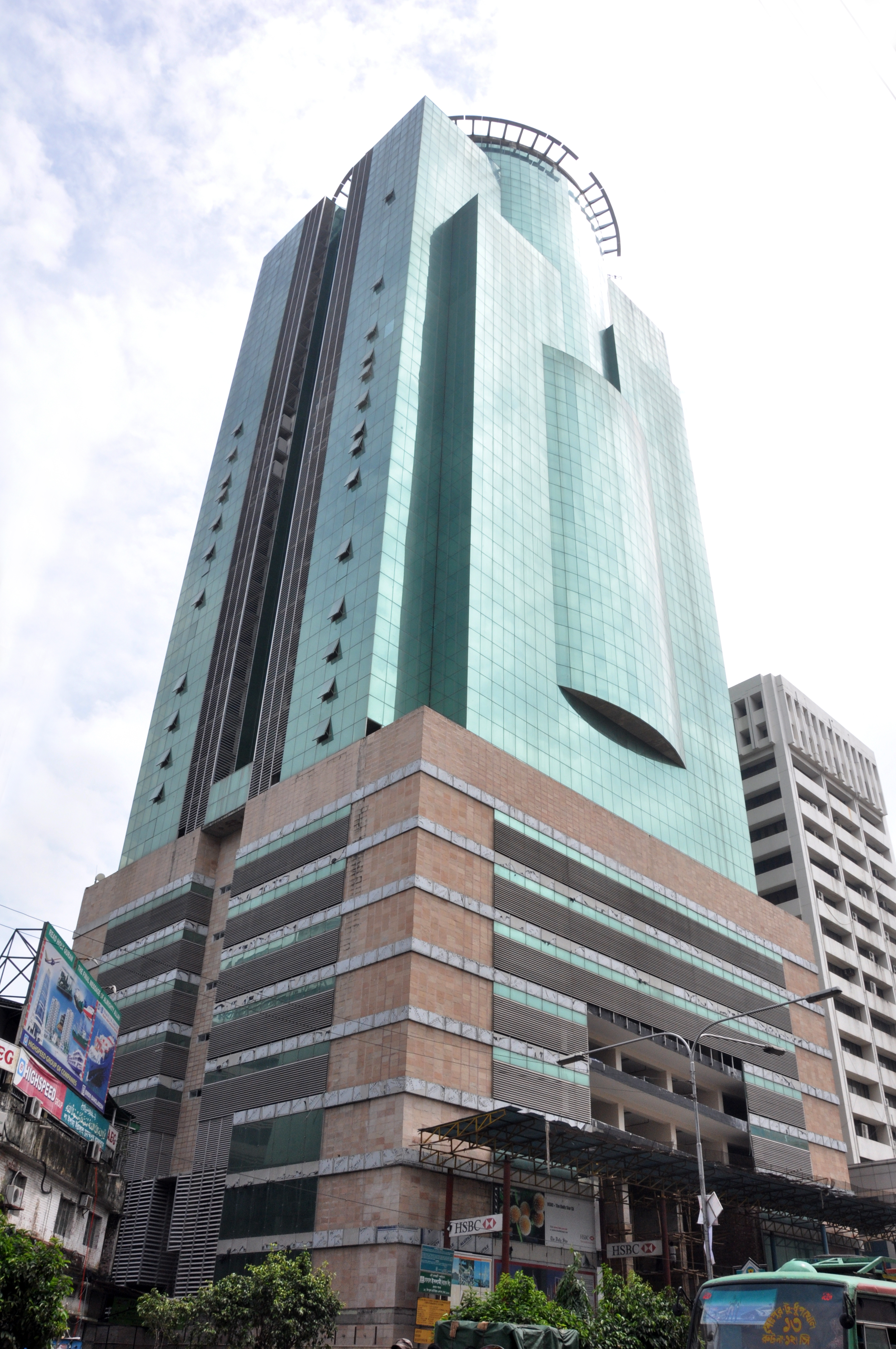
시티 센터 방글라데시는 다카에서 가장 높은 건물 중 하나이다.

다카는 방글라데시의 상업 중심지이다. 거기에 현대적인 소비재 및 고급품을 취급하는 시장을 담당하는 중산층 인구가 증가하고 있다. 역사적으로, 다카에는 지방에서 이주한 많은 사람이 모여살면서, 행상이나 노점상, 소규모 상점, 호커 센터, 인력거 업무 또는 고용인으로 일했다. 특히 인력거에 약 40만명이 종사했을 때도 있었다. 인구의 절반은 가정부와 민간 기업에서 일하고 그 중 약 80만명은 섬유 산업 관련 업종에 종사하고 있다. 그러나 실업률은 23%로 높은 실업률을 기록하고 있다. 2008년을 기준으로 다카는 도시 총생산 (GMP)은 780억 달러이며, 연간 성장률은 6.2%를 기록했다. GMP는 2025년까지 2150억 달러까지 성장할 것으로 예상된다. 사람마다 평균 소득은 500 달러로 추정된다. 48%의 가구가 빈곤선을 밑돌고 있으며, 이 중 일자리를 찾아 농촌에서 이주한 가족이 차지 큰 비중을 차지하고 있다. 그들은 하루 5달러 미만의 생활을 보내고 있다.
다카의 주요 상업 지역으로는 모티즈힐, 딜쿠샤, 팔판, 뉴 마켓, 샤흐바그, 굴산, 모하크할리, 카르완 바자르와 팜게이트를 포함하고 있으며, 반면 테즈가온과 하자리가흐는 주요한 산업 지역이다.
바순드라라 바리드하라는 하이테크 산업, 기업과 대형 쇼핑센터가 5년 내 계획된 개발 진행 경제 구역이다. 다카의 자유 무역 지대는 의류와 직물 그리고 기타 상품들의 수출을 장려하기 위해 설치된 곳이다. 다카에는 2개의 자유 무역 지대가 있다. 이곳은 주로 여성을 고용하고 있는 413개의 기업들의 고향이다.

## 인구
| 연도                     | 인구       | ±%      |
| ------------------------ | ---------- | ------- |
| 1950                     | 335,760    | —       |
| 1960                     | 507,921    | +51.3%  |
| 1970                     | 1,373,718  | +170.5% |
| 1980                     | 3,265,663  | +137.7% |
| 1990                     | 6,620,697  | +102.7% |
| 2000                     | 10,284,947 | +55.3%  |
| 2010                     | 14,730,537 | +43.2%  |
| 2020                     | 21,005,860 | +42.6%  |
| for Dhaka Agglomeration: |            |         |

다카시 당국이 관할하는 지역에서는 인구는 약 700만명이다. 광역시 지역까지를 대상으로하면 2008년 기준으로 인구는 1,280 만명이 된다. 인구 성장률은 4.2%로 아시아에서도 높은 수치를 나타내는 도시 중 하나이다. 이것은 농촌에서 도시로 유입된 인구들이 대다수를 차지하고 있으며, 1960년대부터 70년대까지 증가분의 60%를 차지했다. 최근에는 도시 지역 면적 확대도 요인이 되어 1980년대까지 100만명이 증가했다. 극동 이코노믹 리뷰에 따르면, 다카의 인구는 2025년까지 2,500만명에 도달할 것으로 예측된다.

### 주민
문명률은 62.3%에 이르며, 도시에는 방글라데시의 모든 민족이 거주하고 있다. 구시가에는 "다카이아"라는 오랫동안 그곳에 살았던 집단이 있으며, 특유의 습관과 방언을 유지하고 있다. 1만 5천에서 2만 명 정도의 규모로 로힝야족, 산탈리족, 가로족, 차크마족, 멘디족 사람들이 도시에 살고 있다. 중국계 인구도 많고, 또한 기업의 관리직으로 인도인과 한국인도 거주하고 있다.
방글라데시의 한국인들은 주로 다카의 우또라, 바나니, 굴산 그리고 바리다라 지역에서 거주중이다.

### 종교
방글라데시에서 가장 큰 도시이고 벵골 문화의 중심지이기도 하다. 대부분의 주민들이 1947년에 인도에서 빠져 나왔고, 소수의 비하르족 무슬림들이 거주하고 있다. 다카의 종교는 이슬람교가 지배적이며, 수니파가 주류를 차지한다. 그러나 소수의 시아파와 아흐 마디야 사람들도 증가 경향에 있다. 힌두교도는 두 번째로 많은 인구를 차지하고 있으며, 불교나 기독교는 소수이다.
대부분의 사람들이 이슬람교도이나 힌두교, 기독교, 불교 사회도 존재한다.

### 언어
벵골어가 가장 많이 사용되나 우르두어와 영어도 사용된다.

## 문화

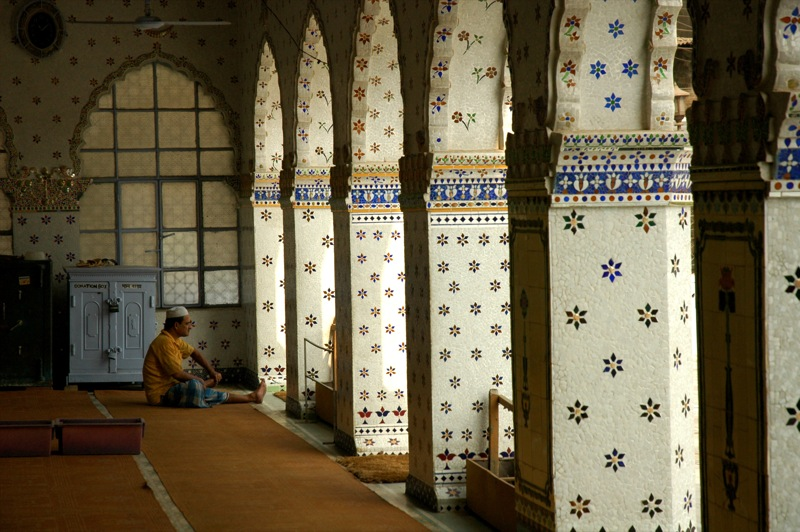
별 모양의 장식으로 알려진 스타 모스크, 타라 모스크

방글라데시에서 가장 인구가 많은 도시로, 다카는 다양한 문화 생활의 장소가 되고 있다. 휴일 인 독립기념일(3월 26일), 국제모국어의 날(2월 21일), 전승기념일(12월 16일)에는 시내에서 다양한 행사가 열린다. 다카 사람들은 샤히드 마나르 및 국립기념비(용사 위령탑)에서 해방 전쟁의 국민적 영웅을 기리기 위해 모여 수많은 행사가 병행된다. 학교와 대학에서도 행사와 축제, 콘서트 등이 열리고 계층에 관계없이 많은 시민이 참가한다.

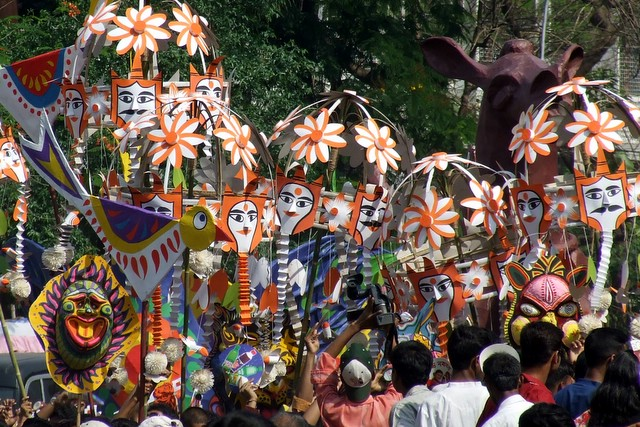
방글라데시의 설날 포헬라 보이샤크

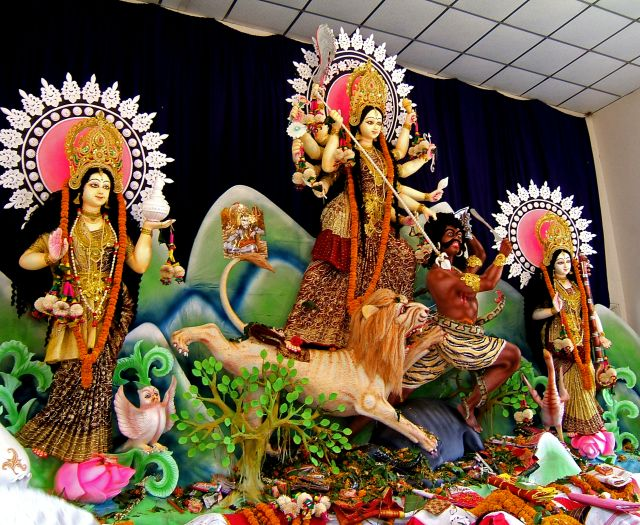
다케시와리 사원의 두르가 푸자 축제。

매년 4월 14일 ‘포헬라 보이샤크’는 벵골의 새해이고 거리에서 축제가 열린다. 여자는 민족 의상 살와르 카미즈를, 남자는 서양식 모습이나 전통 룬기를 몸에 두르고 새백 거리와 라무나 파크 또는 다카 대학교의 구내 등에 모여 새해를 축하한다. 이러한 열기는 무슬림 이드 울피트르와 이드 알아드하, 힌두교의 두르가 푸자와 같은 축제에서도 시내에서 볼 수 있는 광경이다.
다카는 오랫동안 길가에서 여러 제품을 파는 노점상이나 소규모 점포가 연상되었다. 최근에는 부유층이나 늘어난 중산층을 상대로 하는 쇼핑몰과 복합 영화관, 호텔이나 레스토랑의 지점이 눈에 띈다. 요리의 계통은 인도와 남부 아시아 외에 유럽이나 중국 등의 레스토랑과 식당도 늘어서 있으며, 다국적 요리와 패스트 푸드 등도 거리에서는 친숙한 광경이 되고 있다. 한편 다카 특유의 음식인 글래세이와 하지르 비리야니(Hajir Biriani, Fakhruddin Biriani), 마마 하림(Mama Halim)와 보르하니(Borhani) 등도 꾸준한 사랑을 받으며, 관광객에게도 인기가 높다. 다카 전통 다과로는 다카이 바카르카니가 있고, 이것은 무굴 제국 시대의 델리의 왕실에서 찬사를 받던 고품질의 맛있는 요리로 알려져 있었다.
나탁 파라 주변은 또한 오랜 전통 벵골 사리를 제조 판매하는 작은 공예품 가게가 처마를 나란히 하며 잠다니가 활성화된 곳으로 알려져 있다. 페르시아와 무굴 왕조부터 시작된 잠다니는 모든 가내 제조 산업의 수작업으로 짠 전통의 고품질 자랑하지만, 중간 정도의 길이를 마무리하기 위해 3개월이 걸려 너무 긴 생산과정 때문에 조금씩 쇠퇴하고 있다.
방글라데시 국영 방송국은 전국적으로 수신되는 최초의 라디오 방송국으로 벵골어와 영어로 다양한 프로그램을 방송한다. 최근에는 특히 FM 방송에서 민영 방송이 이루어지게 되었다. 텔레비전 방송에서는 방글라데시 텔레비전이 전국을 커버하며, 벵골어와 영어가 사용된다. 케이블 TV 및 위성 방송도 Ekushey Television, Channel I, ATN Bangla, RTV, NTV나 스타 등이 시청되고 있다. 방글라데시 출판사는 대부분이 본사를 다카에 두고 있으며, 벵골어 일간지로는 프로톰 알로(Prothom Alo)와 더 데일리 이테팍(The Daily Ittefaq)이 잘 알려진 간행물이다. 영어판 일간지로는 더 데일리 스타와 더 인디펜던트가 많이 읽히고 있다.
전화선은 급속한 수요 증가에 대응 할 수 없으며 고장도 많다. 휴대폰도 인기이지만 가격이 높아 보급률은 낮고, 개인 소유의 전화선 중 점유율은 10% 미만에 그친다.

## 교통

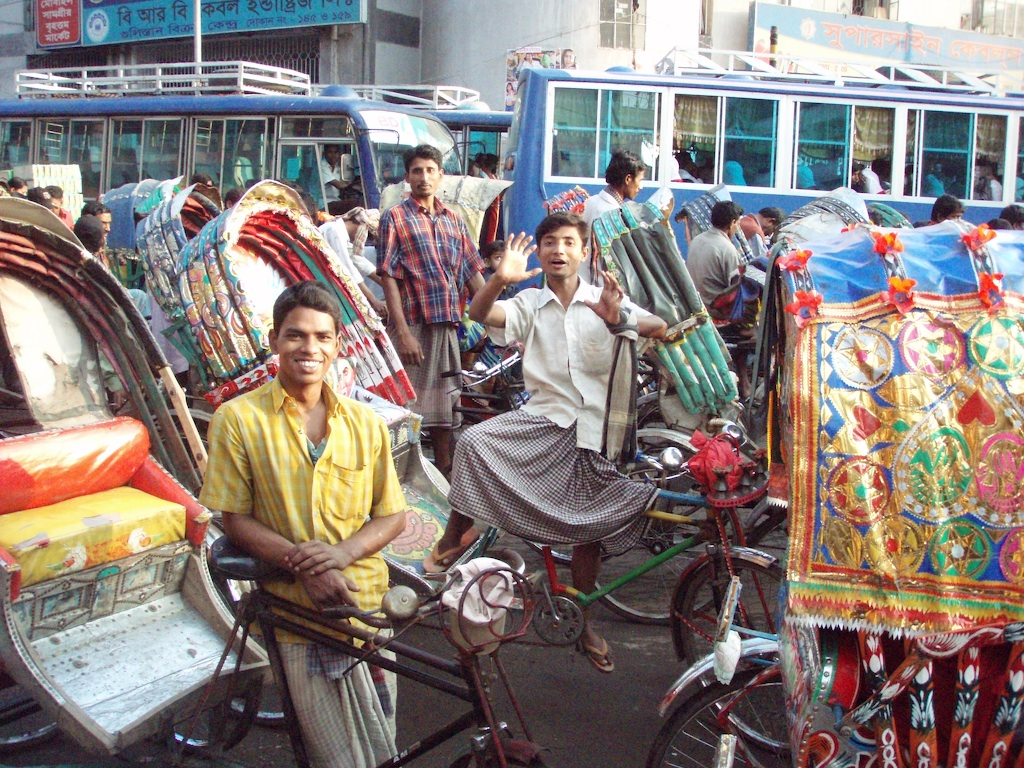
다카는 인력거(릭샤)의 도시로 알려져 있다.. 매일 40만대 이상의 인력거가 거리를 누빈다.。

다카 및 그 도시권에서의 주요 교통 수단은 도로를 이용한 것들이다. 자전거 택시나 삼륜 택시 등이 도시의 주요한 이동 방법이며, 이것들을 맞춘 릭샤의 수도 하루 40만대로 세계 최다를 자랑한다. 다만, 정부의 승인을 얻은 릭샤의 수는 85,000대로 많은 수의 릭샤가 무허가 영업을 하고 있다. 비용이 싸며, 공해도 발생시키지 않지만, 심각한 교통 정체를 일으키는 원인이라고 생각하여 시내에는 출입을 제한하고 있는 구역도 있다. 버스 운행은 국영의 방글라데시 도로 교통공사 (BRTC)와 민영의 회사가 있다. 스쿠터나 택시, 자가용차 등은 중산층을 중심으로 일반화하고 있다. 심각한 대기오염이나 있어, 정부는 압축천연가스로 구동하는 2사이클 엔진을 탑재한 그린 택시의 시험 도입을 단행하고 있다.
다카 시내의 포장 도로는 총 길이 1,868km이며, 이들은 고속도로 및 철도와 연결하여 국가의 다른 지역과 연결하고 있다. 콜카타 및 아가르탈라에는 BRTC에서 운영되는 정기 고속 버스가 있다.
부리곤가 강 선착장에는 다수의 대형 기선을 형성하고, 내륙 지방 도시와 외해의 치타 공에 화물과 승객을 수송한다.
카말라푸르 철도역, 공항 역 및 숙영 역은 방글라데시 철도가 주변 및 국가 전체를 연결하는 철도의 주요 역이다. 방글라데시 철도 코루타카 간의 정기 열차도 운행되고, 또 두 도시 간 국제 열차(마이트리 익스프레스)도 이어지고 있다. 부리강가 강변에 있는 사다르가트 항구는 강을 올라가거나, 다른 항구로 향하는 여객과 물자의 기점이되고 있다.
항공은 국내선으로 치타공, 실렛, 콕스바자르, 조쇼르, 바리살, 사이드푸르 및 국외의 공항과 연결하는 샤잘랄 국제공항이 있다. 방글라데시에서 규모 및 발착 숫자로 1위를 차지하며, 방글라데시의 국내외 항공기 발착 전체의 약 52%를 담당 한다.

## 자매 도시
- 중화인민공화국 광저우
- 대한민국 고흥군
- 인도 콜카타